# Prasinocyma simiaria
Prasinocyma simiaria là một loài bướm đêm trong họ Geometridae.